# Poings de fer, cœur d'or
Pour plus de détails, voir Fiche technique et Distribution.
Poings de fer, cœur d'or (Sailor's Lady) est un film américain en noir et blanc réalisé par Allan Dwan, sorti en 1940.

## Synopsis
Une escadre de la marine américaine approche du port. Sally Gilroy est particulièrement nerveuse car elle est sur le point d'épouser Danny Malone, un des marins. À bord de l'USS Dakota, Scrappy Wilson, le meilleur ami de Danny, déçu de son propre mariage, complote avec un autre marin, Goofer, pour faire arrêter Danny au moment de sa descente à terre. Rodney, un marin amoureux de Sally, tente de la convaincre d'abandonner Danny, mais sans succès.
Danny arrive à s'évader et se rend avec Sally dans leur nouvelle maison, où il découvre un bébé, Margaret Lane "Skipper", une petite fille que Sally a adoptée après que ses parents, des amis à elle, ont péri dans un accident. Miss Purvis, leur voisine, arrive pour leur apprendre que le tribunal pour enfants l'a chargée de veiller au bien-être du bébé. À ce moment-là, une patrouille arrête Danny pour avoir quitté le navire en utilisant l'identité d'un autre marin. Sally va alors voir le commandant de Danny, le Capitaine Roscoe, et lui dit qu'ils sont déjà mariés et Danny ne s'est rendu à terre que pour voir leur bébé malade. Convaincu, Roscoe abandonne les charges contre Danny.
Après diverses péripéties, y compris la présence en mer de Skipper sur le Dakota, Danny et Sally peuvent finalement se marier. À voir Sally avec le bébé, une femme remarque qu'"il était temps".

## Fiche technique
- Titre original : Sailor's Lady
- Titre français : Poings de fer, cœur d'or
- Réalisation : Allan Dwan
- Scénario : Frederick Hazlitt Brennan (en)
- Direction artistique : Richard Day, Lewis H. Creber
- Décors : Thomas Little
- Costumes : Herschel McCoy
- Photographie : Ernest Palmer
- Son : Eugene Grossman, William H. Anderson
- Montage : Fred Allen
- Production déléguée : Sol M. Wurtzel
- Société de production et de distribution : Twentieth Century Fox
- Pays de production :  États-Unis
- Langue originale : anglais américain
- Format : Noir et blanc — 35 mm — 1,37:1 — son : mono
- Genre : comédie
- Durée : 67 minutes
- Dates de sortie : 
  - États-Unis : 3 juillet 1940
  - France : 31 juillet 1942

## Distribution
- Nancy Kelly : Sally Gilroy
- Jon Hall : Danny Malone
- Joan Davis : Myrtle
- Dana Andrews : "Scrappy" Wilson
- Mary Nash : Mlle Purvis
- Buster Crabbe : Rodney
- Kay Aldridge : Georgine
- Harry Shannon : Père McGann
- Wally Vernon : "Goofer"
- Bernadene Hayes : "Babe"
- Edmund MacDonald : Barnacle
- Emmett Vogan : médecin militaire